# Joule par kilogramme kelvin
Le joule par kilogramme kelvin (J K−1 kg−1), est l'unité SI de capacité thermique massique et de l'entropie massique. Elle caractérise un corps homogène de masse un kilogramme dans lequel l'apport d'une quantité de chaleur d'un joule produit une élévation de température d'un kelvin.

## Histoire
L'unité de mesure de la capacité thermique massique n'a pas toujours été le joule par kilogramme kelvin : elle n'est pas apparue avec la notion de chaleur spécifique (ancien nom de la capacité thermique massique), ni même avec l'idée de mesure de cette chaleur spécifique.
Les premiers travaux portant sur la chaleur spécifique des corps ne mentionnent en fait aucune unité de mesure particulière de cette propriété. Voilà ainsi comment Lavoisier évoque en 1780 l'unité de mesure de la chaleur spécifique dans son Mémoire sur la chaleur : « Si l’on suppose deux corps égaux en masse, et réduits à la même température, la quantité de chaleur nécessaire pour élever d’un degré leur température peut n’être pas la même pour ces deux corps ; et, si l’on prend pour unité celle qui peut élever d’un degré la température d’une livre d’eau commune, on conçoit facilement que toutes les autres quantités de chaleur, relatives aux différents corps, peuvent être exprimées en parties de cette unité. Nous entendrons dans la suite, par capacités de chaleur ou chaleurs spécifiques, ces rapports des quantités de chaleur nécessaires pour élever d’un même nombre de degrés leur température, à égalité de masse. »
Le joule par kilogramme kelvin n'apparaît que dans la seconde moitié du XIXe siècle[réf. nécessaire], après les travaux de Joule (1818-1889). Cette unité de mesure ne figure évidemment pas dans les travaux fondateurs de ce scientifique, mais on la trouve mentionnée dès la seconde édition de almanach de Whitaker, en 1869, où il est explicitement précisé que l'unité de mesure de la « capacité de chaleur spécifique » est le joule par kilogramme kelvin. Pendant longtemps[réf. nécessaire], cette unité de mesure coexistera avec d'autres unités de mesure de la chaleur spécifique, composées avec d'autres unités de base (en particulier la calorie).

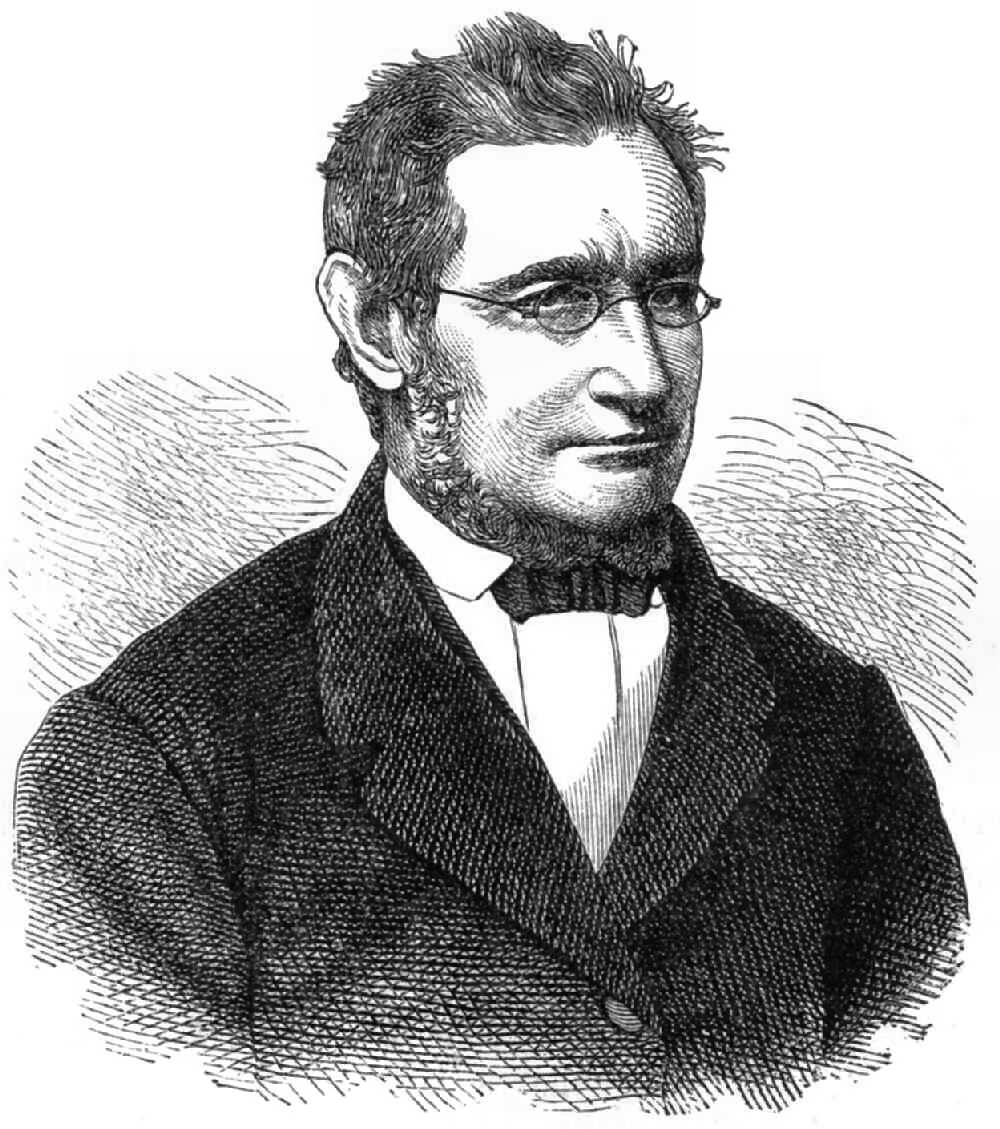
Julius Robert von Mayer.

Un autre scientifique ayant contribué à l'étude de la notion de chaleur spécifique, Julius Robert von Mayer (1814-1878), médecin et physicien allemand qui formula en 1845 le premier principe de la thermodynamique, a donné son nom à l'unité de chaleur massique : 1 mayer = 1 J kg−1 K−1). D'après une édition de 1964 d'un dictionnaire anglophone des unités de mesure scientifiques, on retrouve cette unité dans une publication de 1925. Cette unité n'a pas été reconnue comme unité SI.
Au cours du XXe siècle, le joule par kilogramme kelvin a continué à coexister avec d'autres unités de mesure de la chaleur spécifique. Ainsi, les thermochimistes utilisent plutôt la « version calorie » de cette unité. Cependant, le joule par kilogramme kelvin est aujourd'hui reconnu par le Bureau international des poids et mesures comme l'unité de la capacité thermique massique : c'est une unité du Système international d'unités.

## Définition légale
Le joule par kilogramme kelvin est donc aujourd'hui une unité SI, et plus exactement une « unité SI dérivée cohérente dont le nom et le symbole comprennent des unités SI dérivées cohérentes ayant un noms spécial et un symbole particulier », définie précisément par les textes du Bureau international des poids et mesures (BIPM).
Son symbole est le 1 J kg−1 K−1 : il n'y a pas d'autre symbole spécifique pour cette unité de mesure. Exprimé en unités de base du Système international, le joule par kilogramme kelvin s'écrit en m2 s−2 K−1.
À côté du joule par kilogramme kelvin figure le joule par mole kelvin, qui mesure la capacité thermique molaire ou l'entropie massique.

## Utilisation
À la différence d'autres unités SI dérivées, il n'existe pas d'instrument gradué en joules par kilogramme kelvin[réf. nécessaire] : la capacité thermique massique se mesure indirectement.